# Le Gallet
Le Gallet és un municipi francès, situat al departament de l'Oise i a la regió dels Alts de França. L'any 2007 tenia 150 habitants.

## Demografia

### Població
El 2007 la població de fet de Le Gallet era de 150 persones. Hi havia 48 famílies de les quals 8 eren unipersonals (4 homes vivint sols i 4 dones vivint soles), 12 parelles sense fills, 16 parelles amb fills i 12 famílies monoparentals amb fills.
La població ha evolucionat segons el següent gràfic:
Habitants censats

### Habitatges
El 2007 hi havia 62 habitatges, 50 eren l'habitatge principal de la família, 10 eren segones residències i 2 estaven desocupats. Tots els 59 habitatges eren cases. Dels 50 habitatges principals, 48 estaven ocupats pels seus propietaris i 2 estaven llogats i ocupats pels llogaters; 5 tenien dues cambres, 6 en tenien tres, 8 en tenien quatre i 31 en tenien cinc o més. 39 habitatges disposaven pel capbaix d'una plaça de pàrquing. A 16 habitatges hi havia un automòbil i a 32 n'hi havia dos o més.

### Piràmide de població
La piràmide de població per edats i sexe el 2009 era:
| Homes | Edats   | Dones |
| ----- | ------- | ----- |
| 0     | 95 o +  | 0     |
| 0     | 90 a 94 | 0     |
| 0     | 85 a 89 | 0     |
| 0     | 80 a 84 | 4     |
| 8     | 75 a 79 | 0     |
| 4     | 70 a 74 | 0     |
| 0     | 65 a 69 | 0     |
| 0     | 60 a 64 | 4     |
| 4     | 55 a 59 | 4     |
| 0     | 50 a 54 | 0     |
| 0     | 45 a 49 | 4     |
| 24    | 40 a 44 | 4     |
| 0     | 35 a 39 | 4     |
| 12    | 30 a 34 | 0     |
| 0     | 25 a 29 | 8     |
| 4     | 20 a 24 | 0     |
| 4     | 15 a 19 | 4     |
| 4     | 10 a 14 | 0     |
| 4     | 5 a 9   | 0     |
| 0     | 0 a 4   | 8     |

## Economia
El 2007 la població en edat de treballar era de 94 persones, 74 eren actives i 20 eren inactives. De les 74 persones actives 71 estaven ocupades (39 homes i 32 dones) i 3 estaven aturades (1 home i 2 dones). De les 20 persones inactives 8 estaven jubilades, 6 estaven estudiant i 6 estaven classificades com a «altres inactius».
Activitats econòmiques
Dels 2 establiments que hi havia el 2007, 1 era d'una empresa extractiva i 1 d'una empresa immobiliària.
L'any 2000 a Le Gallet hi havia 3 explotacions agrícoles.

## Poblacions més properes
El següent diagrama mostra les poblacions més properes.